# Općinska nogometna liga Labin 1978./79.
Općinska nogometna liga Labin, također i kao Općinsko nogometno prvenstvo Labin; Prvenstvo NSO Labin, i sl., je bila liga sedmog stupnja nogometnog prvenstva Jugoslavije u sezoni 1978./79. 
 
Sudjelovalo je 10 klubova, a prvak je bio klub "Gračišće".    

## Ljestvica
| mj. | klub               | ut. | pob | ner | por | gol+ | gol- | bod |
| --- | ------------------ | --- | --- | --- | --- | ---- | ---- | --- |
| 1.  | Gračišće           | 18  | 14  | 1   | 3   | 62   | 23   | 29  |
| 2.  | Radnik Labin       | 18  | 13  | 3   | 2   | 59   | 24   | 29  |
| 3.  | Učka Čepić         | 18  | 11  | 2   | 5   | 66   | 36   | 24  |
| 4.  | Šumber             | 18  | 11  | 1   | 6   | 41   | 35   | 23  |
| 5.  | Plomin             | 18  | 9   | 2   | 7   | 56   | 30   | 20  |
| 6.  | Cerovlje           | 18  | 8   | 4   | 6   | 49   | 42   | 20  |
| 7.  | Iskra Vinež        | 18  | 7   | 3   | 8   | 33   | 17   | 17  |
| 8.  | Budućnost Kapelica | 18  | 4   | 1   | 13  | 20   | 70   | 9   |
| 9.  | Sutivanac          | 18  | 2   | 1   | 15  | 24   | 68   | 5   |
| 10. | Beneci Nedešćina   | 18  | 2   | 0   | 16  | 29   | 75   | 4   |

- "Gračišće" prvak radibolje gol-razlike

## Rezultatska križaljka
| kratica | klub               | BEN | BUD | CER | GRA | ISK | PLO | RAD | SUT | ŠUM | UČKA |
| --- | ------------------ | --- | --- | --- | --- | --- | --- | --- | --- | --- | ---- |
| BEN | Beneci Nedešćina   |     |     |     |     |     |     |     |     |     |      |
| BUD | Budućnost Kapelica |     |     |     |     |     |     |     |     |     |      |
| CER | Cerovlje           |     |     |     |     |     |     |     |     |     |      |
| GRA | Gračišće           |     |     |     |     |     |     |     |     |     |      |
| ISK | Iskra Vinež        |     |     |     |     |     |     |     |     |     |      |
| PLO | Plomin             |     |     |     |     |     |     |     |     |     |      |
| RAD | Radnik Labin       |     |     |     |     |     |     |     |     |     |      |
| SUT | Sutivanac          |     |     |     |     |     |     |     |     |     |      |
| ŠUM | Šumber             |     |     |     |     |     |     |     |     |     |      |
| UČKA | Učka Čepić         |     |     |     |     |     |     |     |     |     |      |
| |                    |     |     |     |     |     |     |     |     |     |      |
| podebljan rezultat - utakmice od 1. do 9. kola (1. utakmica između klubova) rezultat normalne debljine - utakmice od 10. do 18. kola (2. utakmica između klubova) rezultat nakošen - nije vidljiv redoslijed odigravanja međusobnih utakmica iz dostupnih izvora rezultat smanjen * - iz dostupnih izvora nije uočljiv domaćin susreta prekrižen rezultat - poništena ili brisana utakmica p - utakmica prekinuta 3:0 p.f. / 0:3 p.f. - rezultat 3:0 bez borbe |                    |     |     |     |     |     |     |     |     |     |      |